# میکی (بازیکن فوتبال، زاده ۱۹۸۴)
میکی (انگلیسی: Miki؛ زادهٔ ۲۸ ژوئن ۱۹۸۴) بازیکن فوتبال اهل اسپانیا است.
از باشگاه‌هایی که در آن بازی کرده‌است می‌توان به باشگاه فوتبال اسپانیول، باشگاه فوتبال دپورتیوو آلاوس، باشگاه فوتبال سابادل، باشگاه خیمناستیک تاراگونا، و باشگاه فوتبال ختافه اشاره کرد.
وی همچنین در تیم ملی فوتبال زیر ۲۳ سال اسپانیا بازی کرده‌است.